# Четрум

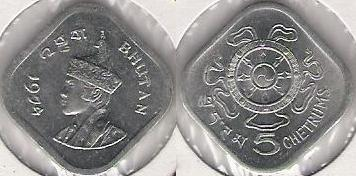

Четрум (chetrum) — розмінна монета Бутану. Впроваджено у 1974 році замість найя-пайс («нових пайс»). З 1979 року називається чхетрум. Офіційне позначення — Ch. 100 четрумів дорівнює 1 нгултруму. При обміні 1 четрум дорівнює 1 індійській пайсі.
Перша серія монет була випущена в 1974 році. ДО неї входили: алюмінієві монети в 5 і 10 четрум, алюмінієво-бронзові монети в 20 четрум, а так само мідно-нікелеві монети в 25 четрум. Монета в 5 четрум була квадратною, а 10-четрумова монета мала гребінцевоподібну форму.
Серія нових монет була випущена в 1979 році і складалася з бронзових 5- і 10-четрумових монет, а монети в 25, 50 четрумов були викарбувані з мідно-нікелевого сплаву. У тій же серії частина монет в 25 четрумов була зроблена з алюмінієво-бронзового сплаву. В даний час монети в 5 і 10 четрумів поступово виводяться з обігу. також карбуваються монети в 20 четрумів.